# Encyklopedia Warszawy
Encyklopedia Warszawy – polska encyklopedia zawierająca hasła związane z historią i współczesnością miasta Warszawy.

## Opis
Wydanie pierwsze tej encyklopedii opublikowało w 1975 Państwowe Wydawnictwo Naukowe, do Komitetu Redakcyjnego weszli wówczas m.in. Stanisław Herbst (jako przewodniczący), Józef Chałasiński i Stefan Kieniewicz. Zawierało ono 816 stron, na których umieszczono ok. 5500 haseł. Z powodów politycznych, wydana wówczas encyklopedia nie doczekała się jednak dodruku ani kontynuacji, pomimo działania 10-osobowego zespołu redakcyjnego przez całe lata osiemdziesiąte XX wieku. 
W latach dziewięćdziesiątych XX wieku podjęto pracę nad nowym, zmienionym wydaniem, pomimo nowych warunków ekonomicznych i prywatyzacji PWN. Prace prowadził nowo utworzony zespół redakcyjny encyklopedystów i varsavianistów (red. naczelna Barbara Petrozolin-Skowrońska, red. prowadzący Bartłomiej Kaczorowski). Projekt graficzny drugiego wydania wykonał Bohdan Butenko. Blisko połowa haseł to biogramy mieszkańców Warszawy począwszy od wójta Bartłomieja z XIV wieku. 
Wydanie drugie encyklopedii (ISBN 83-01-08836-2), uzupełnione i poprawione, wyszło w 1994 nakładem Wydawnictwa Naukowego PWN; zawiera 1071 stron i około 7000 haseł. Encyklopedia otrzymała 10 nagród, w tym Książkę Roku 1994. W 1996 opublikowano suplement do tego wydania.